# Manchester Orchestra
Manchester Orchestra ist eine US-amerikanische Indie-Rock-Band aus Atlanta im Bundesstaat Georgia. Die Band wurde im Jahr 2004 gegründet. 5 Jahre später hatte sie ihren Durchbruch in den USA mit dem Album Mean Everything to Nothing. Einem größeren Publikum wurden sie 2016 durch die Musik zum Film Swiss Army Man von Sänger-Songwriter Andy Hull und Gitarrist Robert McDowell bekannt. Danach waren sie auch im deutschsprachigen Raum erfolgreich.

## Bandgeschichte
Die Band begann als Projekt von Songwriter und Gitarrist Andy Hull, der in Atlanta als Sohn eines Baptistenpredigers aufwuchs. In seiner High-School-Zeit in Atlanta hatte er begonnen, eigene Songs zu schreiben und zu spielen. Als sich der Erfolg einstellte, begann er in seinem Abschlussjahr, die Lieder im Studio aufzunehmen. Er wurde dabei von Freunden unterstützt und schließlich bildete sich mit Bassist Jonathan Corley und Schlagzeuger Jeremiah Edmond ein festes Trio heraus, dass sich 2004 als Manchester Orchestra zusammenschloss. Ein Jahr später veröffentlichten sie ihre erste EP mit dem Titel You Brainstorm, I Brainstorm, But Brilliance Needs a Good Editor in Eigenregie und gründeten dafür ihr eigenes Label Favorite Gentlemen Recordings. Ursprünglich war sie als Album geplant gewesen, doch sie waren noch in ihrer musikalischen Findungsphase und strichen einige bereits aufgenommene Songs. Sie traten in Georgia und Umgebung auf und holten sich noch Chris Freeman als Keyboarder in die Band.
Sie machten sich schnell einen Namen und wurden 2006 zu den großen Festivals South by Southwest und Lollapalooza eingeladen. Am Jahresende veröffentlichten sie ihr erstes vollständiges Album I’m Like a Virgin Losing a Child. Hulls Schwager Robert McDowell, der bei den Studioaufnahmen mitgearbeitet hatte, wurde danach als Gitarrist festes Mitglied der Band. 2007 absolvierten sie ihre erste Tour als Vorband der New Yorker Alternative-Rock-Band Brand New. Daraufhin wurde ihr Debütalbum vom Label Canvasback wiederveröffentlicht.
Im Jahr darauf erschien die zweite EP Let My Pride Be What’s Left Behind. Für ihr zweites Album holten sie sich die Unterstützung von Joe Chiccarelli, der schon Bands wie die Shins und My Morning Jacket produziert hatte. Mean Everything to Nothing erschien im Frühjahr 2009 und schaffte es auf Anhieb in die Top 40 der US-Albumcharts. In den Alternative-Charts kam es sogar in die Top 10. Edmond zog sich danach zurück und wurde durch Timothy Very als Schlagzeuger ersetzt.
Das dritte Album Simple Math, wie alle Alben von Andy Hull autobiografisch geprägt, konnte zwei Jahre später an den Erfolg anknüpfen und erreichte Platz 21 der Billboard 200. Vor der nächsten größeren Veröffentlichung verließ mit Jonathan Corley das zweite Gründungsmitglied die Band, an seiner Stelle übernahm Andy Prince den Bass. Mit dem vierten Album Cope, das sich stilistisch in Richtung Post-Hardcore wandte, stiegen sie 2014 noch ein paar Plätze höher ein und konnten sich erstmals auch in den britischen Charts platzieren. Eine überarbeitete, zum großen Teil akustisch aufgenommene Version des Albums erschien einige Monate später unter dem Titel Hope und erreichte ebenfalls die Charts.
Manchester Orchestra hatten zuvor schon einzelne Songs zu Filmen beigetragen. 2016 wurden Hull und McDowell damit betraut, die Musik für die Groteskkomödie Swiss Army Man mit Paul Dano und Daniel Radcliffe zu schreiben. Anders als sonst üblich wurde sie bereits vor den Dreharbeiten fertiggestellt und teilweise beim Dreh eingespielt. Die Musik bekam gute Kritiken und Nominierungen für Filmmusikpreise.
Die Filmarbeit beeinflusste auch das nächste Studioalbum der Band. Ebenso die Geburt von Hulls Tochter, die dem Album einen fröhlicheren, positiveren Ton verlieh als zuvor. A Black Mile to the Surface wurde produziert von Catherine Marks, die für ihre Zusammenarbeit mit Wolf Alice eine Grammy-Nominierung erhalten hatte. Es wurde ohne Keyboarder aufgenommen: Nachdem Chris Freeman die Band verlassen hatte, verzichteten sie auf einen Ersatz und machten als Quartett weiter. Das Album erschien im Sommer 2017 und außer in den englischsprachigen Ländern kamen sie damit erstmals auch in der Schweiz in die Hitparade.
Nach einer etwas längeren Unterbrechung mit anderen Projekten und bedingt durch die COVID-19-Pandemie einer längeren Zeit ohne Auftritte erschien 2021 das sechste Album The Million Masks of God. Entstanden war es bereits zwei Jahre zuvor, begleitet von der Krebserkrankung und dem Tod von McDowells Vater. Themen wie Leben, Tod und was danach kommt machten das Album wieder ernster und düsterer als den Vorgänger. Produzentin war erneut Catherine Marks. Mit diesem Album waren Manchester Orchestra auch in den deutschen Charts vertreten.

## Diskografie

### Studioalben
| Jahr | Titel Musiklabel                                                 | Höchstplatzierung, Gesamtwochen, AuszeichnungChartplatzierungen (Jahr, Titel, Musiklabel, Platzierungen, Wochen, Auszeichnungen, Anmerkungen) | Höchstplatzierung, Gesamtwochen, AuszeichnungChartplatzierungen (Jahr, Titel, Musiklabel, Platzierungen, Wochen, Auszeichnungen, Anmerkungen) | Höchstplatzierung, Gesamtwochen, AuszeichnungChartplatzierungen (Jahr, Titel, Musiklabel, Platzierungen, Wochen, Auszeichnungen, Anmerkungen) | Höchstplatzierung, Gesamtwochen, AuszeichnungChartplatzierungen (Jahr, Titel, Musiklabel, Platzierungen, Wochen, Auszeichnungen, Anmerkungen) | Anmerkungen                                                                          |
| Jahr | Titel Musiklabel                                                 | DE | CH | UK | US | Anmerkungen                                                                          |
| ---- | ---------------------------------------------------------------- | --- | --- | --- | --- | ------------------------------------------------------------------------------------ |
| 2006 | I’m Like a Virgin Losing a Child Favorite Gentlemen / Canvasback | — | — | — | — | Erstveröffentlichung: 14. Oktober 2006                                               |
| 2009 | Mean Everything to Nothing Favorite Gentlemen / Canvasback       | — | — | — | US37 (4 Wo.)US | Erstveröffentlichung: 21. April 2009                                                 |
| 2011 | Simple Math Favorite Gentlemen / Columbia                        | — | — | — | US21 (2 Wo.)US | Erstveröffentlichung: 9. Mai 2011                                                    |
| 2014 | Cope Favorite Gentlemen / Loma Vista / Caroline                  | — | — | UK67 (1 Wo.)UK | US13 (2 Wo.)US | Erstveröffentlichung: 1. April 2014                                                  |
| 2014 | Hope Favorite Gentlemen / Loma Vista / Caroline                  | — | — | — | US85 (1 Wo.)US | Erstveröffentlichung: 16. September 2014 akustische / überarbeitete Version von Cope |
| 2017 | A Black Mile to the Surface Favorite Gentlemen / Loma Vista      | — | CH73 (1 Wo.)CH | UK93 (1 Wo.)UK | US33 (1 Wo.)US | Erstveröffentlichung: 21. Juli 2017                                                  |
| 2021 | The Million Masks of God Favorite Gentlemen / Loma Vista         | DE54 (1 Wo.)DE | CH46 (1 Wo.)CH | UK87 (1 Wo.)UK | US31 (1 Wo.)US | Erstveröffentlichung: 30. April 2021                                                 |

### Livealben
- 2009: Live at Park Ave (aufgenommen in Orlando)
- 2019: Live from Soho

### EPs
- 2005: You Brainstorm, I Brainstorm, but Brilliance Needs a Good Editor
- 2008: Let My Pride Be What’s Left Behind
- 2009: The MySpace Transmissions: Manchester Orchestra
- 2010: I Could Be the Only One (mit Kevin Devine)
- 2018: The Black Mile Demos
- 2019: Fourteen Years of Excellence

### Singles
- 2007: Wolves at Night
- 2007: I Can Barely Breathe
- 2009: I’ve Got Friends
- 2009: Tony the Tiger
- 2009: Shake It Out
- 2011: Simple Math
- 2011: April Fool
- 2011: Virgin
- 2013: Architect (mit Frightened Rabbit)
- 2013: Make It to Me (mit Grouplove)
- 2014: Top Notch
- 2014: Every Stone
- 2017: The Gold (mit Phoebe Bridgers; UK: Silber)
- 2018: Bad Things to Such Good People
- 2018: No Hard Feelings
- 2018: I Know How to Speak
- 2018: The Moth
- 2019: The Silence
- 2021: Bed Head
- 2021: Never Ending

## Auszeichnungen für Musikverkäufe
| Goldene Schallplatte - Polen - 2023: für die Single The Silence |

| Land/RegionAuszeichnungen für Musikverkäufe (Land/Region, Auszeichnungen, Verkäufe, Quellen) | Silber  | Gold  | Platin | Verkäufe | Quellen   |
| -------------------------------------------------------------------------------------------- | ------- | ----- | ------ | -------- | --------- |
| Polen (ZPAV)                                                                                 | —       | Gold1 | —      | 25.000   | olis.pl   |
| Vereinigtes Königreich (BPI)                                                                 | Silber1 | —     | —      | 200.000  | bpi.co.uk |
| Insgesamt                                                                                    | Silber1 | Gold1 | —      |          |           |